# Wired for management
Wired for management (WfM) foi, primariamente, um sistema baseado em hardware que permitia que um computador recém-construído, sem qualquer software, fosse manipulado por um computador mestre que pudesse acessar o disco rígido do novo PC para "colar" o programa de instalação. Também pode ser usado para atualizar o software e monitorar o estado do sistema, remotamente. A Intel desenvolveu o sistema na década de 1990 e hoje é considerado obsoleto.
O WfM incluiu os padrões Preboot Execution Environment (PXE) e Wake-on-LAN (WOL).
O WfM foi substituído pelo padrão Intelligent Platform Management Interface para servidores e Intel Active Management Technology para PCs.